# Новый (Суздальский район)
Новый — посёлок в Суздальском районе Владимирской области России, является административным центром Селецкого сельского поселения.

## География
Посёлок примыкает с запада к райцентру городу Суздаль.

## История
Посёлок возник в связи с образованием в 1959 году Владимирской Государственной областной сельскохозяйственной опытной станции (с 1991 года — Владимирский научно-исследовательский институт сельского хозяйства).
С 2005 года посёлок в составе Селецкого сельского поселения Суздальского района.

## Население
| 2002 | 2010  | 2021  |
| ---- | ----- | ----- |
| 1378 | ↘1359 | ↘1356 |

## Инфраструктура
В посёлке находятся комплексный центр социального обслуживания населения, детский сад, отделение федеральной почтовой связи, участковый пункт полиции.